# Se dig om i vrede
Se dig om i vrede (engelska: Look Back in Anger) är en teaterpjäs från 1956 av den engelske författaren John Osborne. Den handlar om ett triangeldrama mellan en universitetsutbildad arbetarklassman, hans hustru från övre medelklassen och hennes bästa väninna, som deras walesiska hyresgäst försöker att medla mellan. Enligt Osborne har pjäsen självbiografiska drag och växte fram under ett år innan han skrev den på sex veckor. Pjäsen håller sig inom ramen för en "pièce bien faite" och anknyter till samtida tendenser inom realistisk dramatik i övriga Europa.
Pjäsen hade premiär den 8 maj 1956 på Royal Court Theatre i London. Den blev en succé och gjorde den 26-årige Osborne till fixstjärna inom brittisk litteratur. Den blev ett typexempel inom den brittiska strömning som kom att kallas arga unga män, där Osborne ingick. Tony Richardson regisserade en filmatisering med samma titel som hade premiär 1959 och i sin tur blev tongivande inom den brittiska nya vågen. Pjäsen gav också upphov till en brittisk filmatisering från 1980 i regi av Lindsay Anderson samt en brittisk TV-pjäs från 1989 i regi av Judi Dench.